# ساری‌بیگلوی چراغ
ساری بیگلوی چراغ، روستایی است از توابع بخش نازلو و در شهرستان ارومیه استان آذربایجان غربی ایران.

## جمعیت
این روستا در دهستان نازلوی شمالی قرار داشته و بر اساس سرشماری سال ۱۳۸۵ جمعیت آن ۵۰۰ نفر (۱۲۵ خانوار)
بوده‌است.